# Kuangcsang vu
A kuangcsang vu, azaz köztéri tánc (egyszerűsített kínai: 广场舞; pinyin: guǎngchǎng wǔ, szó szerint: köztéri tánc) egy szórakozási, illetve testmozgásforma és egy ezekkel kapcsolatos közösségi mozgalom Kínában. Kína számos városában esténként tartják a főleg középkorú és nyugdíjas nőket vonzó eseményt, mely során kisebb-nagyobb csoportokban táncolnak különféle zenékre, általában kínai popslágerekre.
A csoportos tánc lépéseit és mozgásait gyakran egy vezető mutatja, de egyes csoportoknál vannak együtt betanult koreográfiák is. A táncstílus csoportonként és alkalmanként eltérő és vegyes lehet: csoporttánc, keringő, rock and roll, stb. A helyszín, ahol a táncolni vágyók összegyűlnek, csoportonként változó, de jellemzően közterület: közpark, parkoló, köztér, pláza, vagy egyéb felhasználású városi tér. Jellemző, hogy az eseményen a közelben lakók vesznek részt.
Népszerűségét annak köszönheti, hogy a részvétel nyitott, továbbá jó kikapcsolódási, mozgási és ismerkedési lehetőséget biztosít. A közös tánc előnyei vitathatatlanok: testmozgás mellett közösségi élményt jelent elsősorban a középkorú és idősebb korosztályoknak. Azonban a jelenség ellenérzéseket is kiváltott: egyesek úgy vélik, hogy nem minden művelője tartja be a társadalmi normákat. Némely tánccsoportok csendháborítása és magamutogató viselkedése miatt a tevékenységet egyesek ellenzik.
A kínai CCTV televízió becslése szerint a köztéri táncok résztvevőinek száma Kínában országszerte százmilliósra tehető.

## Szokások

### Időpont és helyszín
A tánc leggyakrabban sötétedés után, olykor kora reggel, állandó helyen és időben kezdődik. A csoportok közterületeken gyülekezhetnek, ahol az összeszokott társaságokhoz bárki csatlakozhat. A felállás sorokban történik, ahol rendszerint az elől állók a tánclépéseket jobban ismerő gyakorlottabb résztvevők, akik mögött állnak a kezdők és újonnan csatlakozók.
Az esti táncot vacsora után kezdik, amikor már besötétedik. Emiatt ezek helyszíne gyakran nagyobb lakóövezetek közelében található. Köztéri táncot olykor reggel is tartanak. A reggel gyülekező csoportok a táncot jellemzően nem parkokban tartják, hogy ne zavarják az ott sportolókat. A gyülekezés igen korán, akár 5:30-kor lehet. A reggeli köztéri táncot gyakran tartják piacok közelében és a nyitás előtti órában, ugyanis a résztvevők a tánc után gyakran vásárolni igyekeznek.
A helyszín kiválasztásában fontos szerepet játszik, hogy a központi helyszínek nagyobb csoportot vonzanak, így az egyes csoportok olykor versengenek a jobb helyekért. A rivalizálás egyik eszköze a hangerő, mellyel a csoport a zenéjét játssza.

### Részvétel
A táncon általában a helyszín közelében lakók vesznek részt, de a csatlakozás a legtöbb csoportban idegenek számára is nyitott. Előfordul, hogy a csoport szervezésének költségeit a résztvevők havi 5–10 jüan (néhány száz forint) nagyságrendű hozzájárulással segítik, egyes csoportokban meghatározott tagdíjat szednek.
A tagok közül a gyakorlottabb táncosok állnak a táncrendben elöl, a többiek tánclépéseit figyelő és tanuló kezdők pedig hátul. A szervezettség mértéke igen sokféle lehet, egyes csoportok jellemzően helyi amatőrökből állnak, akik különösebb elhivatottság nélkül pusztán mozogni, ismerkedni járnak össze. Más társaságok profibb táncokat is közösen betanulnak, összejöveteleik inkább előadásszerűek, tánckellékeket (pl. kendőket) használnak, olykor egyenviseletet is hordanak.

## Vélt előnyei és hátrányai
A résztvevők és a mozgalommal szimpatizálók a rendszeres közös táncprogram számos előnyét felsorolják. Az események szerintük jó alkalmat teremtenek a városi környezetben egyébként gyakran magukra maradó idősek számára, hogy közösségi élményeket szerezzenek, hasonló érdeklődésűekkel és korosztályúakkal ismerkedjenek, egészséges, de nem megerőltető testmozgást végezzenek.

## Fordítás
- Ez a szócikk részben vagy egészben  a   Square dancing (China) című angol Wikipédia-szócikk ezen változatának fordításán alapul.  Az eredeti cikk szerkesztőit annak laptörténete sorolja fel. Ez a jelzés csupán a megfogalmazás eredetét és a szerzői jogokat jelzi, nem szolgál a cikkben szereplő információk forrásmegjelöléseként.